# 謝廷諒
謝廷諒（1561年—17世紀），字友可，號紫會，江西撫州府金谿縣人，明朝政治人物。

## 生平
嘉靖辛酉三月二十日生。治書经。萬曆十年（1582年）壬午科江西鄉試第七十二名舉人，二十三年（1595年）成乙未科會試第八十九名，廷試三甲第二百二名進士，禮部觀政，二十四年十月獲授行人，到陝西負責鄉試，回朝後因在考選間冒犯權貴被貶為南京刑部主事。明神宗命李廷機入閣，又召用王錫爵，他指出二人不堪任命，又說：「儲君立為王自王錫爵開始，舉人有考察自李廷機開始，巡按久任自趙世卿開始，奏疏留中自申時行開始；不舉年例、不下考察自沈一貫開始，他們都是亂國的人。」奏章留中不發，旋即外任順慶府知府。他個性簡略，不能奉承，於是棄官回鄉，其詩文有魏晉六朝之風，與兄弟謝廷讚名著一時，人稱「二謝」。

## 家族
曾祖謝傑，運使。祖父謝廣受，庠生。父謝相，嘉靖十六年舉人，知州、祀乡贤名宦。母徐氏。永感下。兄謝廷賓（封推官）、謝廷寀（吏部文选司郎中）。弟謝廷讚（戊戌進士、刑部主事）、廷谐、廷讽、廷谊。
娶吴氏，子继吕、继苏。